# Chasing Highs
Chasing Highs is een nummer van de Finse zangeres Alma uit 2017.
Het nummer werd een hit in Alma's thuisland Finland, waar het de 10e positie behaalde. Ook op de Britse eilanden en in het Duitse taalgebied was het nummer succesvol. In het Nederlandse taalgebied flopte het nummer echter. In Nederland haalde het geen hitlijsten en in Vlaanderen haalde het slechts de Tipparade.